# 乙酰丙酮亚铬
乙酰丙酮亚铬是一种配位化合物，化学式为Cr(O2C5H7)2，它是二价铬的乙酰丙酮均配物。它对空气敏感，是一种顺磁性的黄棕色固体。根据X射线衍射表征结果，Cr中心处于平面正方形的配位环境中。